# Buhl, Haut-Rhin

Buhl este o comună în departamentul Haut-Rhin din estul Franței. În 2009 avea o populație de 3.285 de locuitori.

## Evoluția populației
| An        | 1975  | 1982  | 1990  | 1999  | 2006  | 2009  |
| --------- | ----- | ----- | ----- | ----- | ----- | ----- |
| Populație | 3.048 | 2.674 | 2.755 | 3.079 | 3.190 | 3.285 |